# Museu d'Art de São Paulo
El Museu d'Art de São Paulo (portuguès: Museu de Arte de São Paulo) és un museu ubicat a l'Avinguda Paulista en São Paulo, Brasil. Ideat pel periodista Assis Chateaubriand i el crític d'art italià Pietro Bardi, va ser inaugurat l'any 1947, i actualment és un dels museus més famosos i més grans de l'Amèrica Llatina, considerat un símbol de l'arquitectura brasilera moderna, i una de les institucions culturals més importants del país. El 2009 va rebre al voltant de 679.106 visitants.

## Història
Fruit del context cultural i econòmic que vivia el Brasil en acabar la segona Guerra Mundial, en què es va observar la diversificació de les instal·lacions culturals en aquest país i l'adquisició d'un valuós patrimoni artístic, El 1947 fou creat el Museu d'Art de São Paulo, i l'any següent, per iniciativa de Cicillo Matarazzo es fundà el Museu d'Art Modern de São Paulo, i un grup d'empresaris presidit per Raymundo Ottoni de Castro Maia fundà el Museu d'Art Modern de Rio de Janeiro.

## La col·lecció
La col·lecció del Museu d'Art de São Paulo inclou els noms més importants de la història de l'art internacional van Gogh, Francisco de Goya, Matisse, Picasso, Modigliani, Giuseppe Amisani, Marc Chagall, Max Ernst, Salvador Dalí, Joan Miró, Andy Warhol, El Greco, Diego Velázquez, Mantegna, Bellini, Botticelli, Giambattista Pittoni, Rafaello Sanzio, Perugino, Ticià, Tintoretto, Guercino, Poussin, Manet, Degas, Cézanne, Monet, Renoir, Gauguin, Toulouse-Lautrec, Peter Paul Rubens, Rembrandt, Anton van Dyck.